# Казалуче
Казалу̀че (на италиански: Casaluce) е град и община в Южна Италия, провинция Казерта, регион Кампания. Разположен е на 68 m надморска височина. Населението на общината е 10 283 души (към 2010 г.).